# 何首烏
何首烏（學名：Fallopia multiflora），又名夜交藤、野苗、交藤、交莖、夜合、地精、桃柳籐、赤葛、九真藤、芮草、蛇草、陈知白、馬肝石、九真藤、瘡帚等。為蓼科植物，有雌雄二種（赤、白二種），性喜高溫高溼，生長於海拔1000公尺以上的山麓。
何首烏狀如人形。《開寶本草》稱何首烏“黑鬚髮，悅顏色，久服長筋骨，益精髓，延年不老”。中國古代「四仙藥」（何首烏、黃精、地黃與靈芝）之一。
主产于中国大陸的河南、湖北、贵州、四川、江苏、广西等地，日本亦有。

## 形态
多年生缠绕性草本植物；具有粗壮块状根茎；卵状心形叶子，全缘，两面粗糙无毛，鞘筒状托叶，无缘毛，常破裂而早落；秋季开黄白色花，圆锥花序，花被外方三片果期增大，肥厚，背部具鞘，包于瘦果外面。

## 用途
何首烏據稱是元和七年（813年）順州南河縣（今廣西陸川縣西）人何田兒所發現，常年服用活到160歲。反对者则援引《全唐文》所录的中唐李翱的《何首乌录》，何首乌是发现者孙子的姓名，所谓黑发功效乃“望文生义”引发的讹传。
現代醫學證實何首烏內含酚類化合物，根部含蒽醌類成份大黃酚、大黃素、大黃酸，此外，含淀粉45.2%、粗脂肪3.1%、卵磷脂3.7%等。《本草綱目》記載，「此物氣溫，味苦澀。苦補腎，溫補肝，澀能收斂精氣。所以能養血益肝，固精益腎，健筋骨，烏髭髪，為滋補良藥，不寒不燥，功在地黃、天門冬諸藥之上。」可治肝肾阴亏，髮鬚早白。名方“首乌延寿丸”、“七宝美髯丸”就是以何首乌为主药制成的。

## 毒性
近來，有報導其單體或製劑有肝毒性，主要表現為急慢性肝炎、黃疸等。有研究認為，其活性成份二苯乙烯苷很可能具有保肝護肝及導致肝损伤的雙重作用；然而，另一研究卻認為，其肝毒性主要是由蒽醌類化合物所致，與二苯乙烯苷無關。2013年，中国國家食品藥品監督管理總局已將部分含何首烏草本的非處方類藥物列為處方類藥物。
在中国大陆已经发生多起因大量服用何首乌而导致死亡的案例。崔某因为脱发问题先后到大陆安徽的两家医院求诊，服下生的和製過的何首乌总计3公斤，体检时被查出药物性肝功能异常，其后肝功能快速衰竭，于2015年12月31日凌晨在北京解放军302医院去世。
方舟子在《中药毒副作用备览》中列出了含有首乌成份的中成药有：乙肝宁颗粒、七宝美髯颗粒、儿康宁糖浆、三宝胶囊、天麻首乌片、心通口服液、再造生血片、血脂宁丸、血脂灵片、产复康颗粒、安神补脑液、
安神胶囊、更年安片、龟鹿补肾丸、养血生发胶囊、首乌丸、脂脉康胶囊、益气养血口服液、人参再造丸、平肝舒络丸、再造丸。
2019年中国大陆科学家发现HLA-B*35:01等位基因是何首乌肝损伤发生的特异性生物标志物，何首乌不安全是对极少数特异质人群有肝损伤的风险，中国汉族人群中仅为 2.7%。。

## 忌諱
- 《何首乌录》稱：“忌猪、羊肉血。”
- 宋人寇宗奭《本草衍義》載：“何首烏，兼黑髭鬢，與蘿蔔相惡，令人髭鬢早白。”王鞏《聞見近錄》記載寇準很早就當宰相，宋太宗說：“寇準好宰相，但太少（年輕）耳。”“忠愍（寇準）乃服何首烏而食三白（蘿蔔、鹽、飯）”。